# Pénélope péoa
Penelope superciliaris
Espèce
Statut de conservation UICN

 NT A2cd+3cd+4cd : Quasi menacé
La Pénélope péoa (Penelope superciliaris) est une espèce d'oiseau de la famille des Cracidae.

## Répartition
On la trouve dans les régions sèches du cerrado et de la caatinga au nord-est du Brésil ainsi qu'au sud-est du Brésil, et aussi au Pantanal et dans la région adjacente au sud-est du bassin de l'Amazone. On la trouve également dans l'est du Paraguay, l'extrême nord-est de l'Argentine et dans le Pantanal de l'est de la Bolivie.

## Habitat
Elle vit dans les forêts sèches et zones de broussailles de plaine subtropicales et tropicales.
Si elle n'est pas chassée, elle tolère bien la proximité de l'homme et peut être trouvée même dans la ville de Rio de Janeiro, dans des endroits comme le Jardin botanique ainsi que dans la forêt voisine de Tijuca.

## Liste des sous-espèces
Selon la classification de référence du Congrès ornithologique international (version 15.1, 2025) :
- Penelope superciliaris pseudonyma Neumann, 1933 — centre de l'Amazonie brésilienne ;
- Penelope superciliaris superciliaris Temminck, 1815 — est de l'Amazonie brésilienne ;
- Penelope superciliaris jacupemba Spix, 1825 — est de la Bolivie, est et sud du Brésil ;
- Penelope superciliaris major Bertoni, AW, 1901 — sud du Brésil, est du Paraguay et nord-est de l'Argentine.